# 金敏基
金敏基（：／ Kim Min-gi，1966年4月28日—），大韓民國自由派政治人物，第19～21屆韓國國會議員。